# Live at the Rams Head
Albums de Little Feat
Raw Tomatos - Volume One
(2002) Down upon the Suwannee River
(2003)
Live at the Rams Head est un album live de Little Feat, sorti le 5 novembre 2002.

## Liste des titres
| 1.  | Hate to Lose Your Lovin'        | Barrere, Fuller                | 4:35 |
| 2.  | Rocket in My Pocket             | George                         | 7:13 |
| 3.  | Honest Man                      | George, Tackett                | 6:49 |
| 4.  | Oh Atlanta                      | Payne                          | 7:30 |
| 5.  | Calling the Children Home       | Barrere, Payne, Tackett        | 8:46 |
| 6.  | Rag Mama Rag                    | J.R. Robertson                 | 6:50 |
| 7.  | Shake Me Up                     | Barrere, Fuller, Kibbee, Payne | 4:44 |
| 8.  | Easy to Slip / I Know You Rider | George, Martin / Traditionnel  | 8:01 |
| 9.  | Bed of Roses                    | Murphy, Payne                  | 4:52 |
| 10. | One Clear Moment                | Barrere, Fuller, Payne         | 4:48 |
| 11. | Willin'                         | George                         | 6:15 |

| 1.  | Gringo                  | Payne                           | 8:35  |
| 2.  | Cajun Rage              | Barrere, Kibbee, Wray           | 6:20  |
| 3.  | Cadillac Hotel          | Payne, Wray                     | 6:33  |
| 4.  | Spanish Moon            | George                          | 8:36  |
| 5.  | Skin It Back            | Barrere                         | 7:34  |
| 6.  | Hoy Hoy                 | Barrere, Murphy, Payne, Tackett | 5:32  |
| 7.  | Let It Roll             | Barrere, Payne                  | 10:00 |
| 8.  | On Your Way Down        | Toussaint                       | 8:18  |
| 9.  | Cajun Girl              | Payne                           | 7:29  |
| 10. | Feats Don't Fail Me Now | George, Martin                  | 5:04  |

## Personnel

### Musiciens
- Paul Barrere : guitare, chant
- Sam Clayton : percussions, chant
- Shaun Murphy : chant, percussions
- Kenny Gradney : basse, chant
- Richard Hayward : batterie, chant
- Bill Payne : claviers, chant
- Fred Tackett : guitare, mandoline, trompette, chant

### Musicien additionnel
- Ron Holloway : saxophone ténor (sur Feats Don't Fail Me Now)